# Lega nazionale (calcio Turchia)
La Lega nazionale (in turco Millî Küme) è stata per tredici anni la principale competizione calcistica riservata a squadre turche, organizzata dalla Federazione calcistica della Turchia. Comprendeva squadre di Istanbul, Ankara e Smirne, si tenne dal 1937 al 1950 e insieme al campionato turco di calcio (1924-1951) fu uno dei primi campionati aperti alla partecipazione di squadre provenienti da aree diverse della Turchia.
La squadra più titolata nel torneo è il Fenerbahçe, che se l'è aggiudicato per 6 volte.
Le partite giocate ad Ankara si tenevano allo stadio 19 maggio, quelle a Smirne allo stadio di Alsancak e quelle a Istanbul allo stadio di Taksim. All'epoca della sua fondazione, si trattava del campionato turco di calcio più popolare.

## Formato
Alla competizione, che si svolgeva nell'arco di un anno, partecipavano otto squadre, le prime quattro classificate nel campionato di Istanbul di calcio e le prime due classificate nel campionato di Ankara di calcio e nel campionato di Smirne di calcio. All'epoca si trattava dei campionati di calcio più competitivi di Turchia. Le otto partecipanti si affrontavano in un doppio girone all'italiana, con partite di andata a ritorno: ciascuna squadra disputava 14 partite. La competizione aveva inizio una volta conclusi i summenzionati campionati regionali.
Il sistema era quello della classifica a punti (3 per la vittoria, due per il pareggio e uno per la sconfitta). I criteri per stabilire la classifica finale erano: punti ottenuti, coefficiente dato dal numero di reti segnate diviso per il numero di reti subite. Non vigeva alcun sistema di promozione e retrocessione, trattandosi dell'unica divisione nazionale esistente.

## Albo d'oro
| Nome ufficiale      | Anno | Campione | Vice-campione |
| ------------------- | ---- | --- | --- |
| Millî Küme          | 1937 | Fenerbahçe (1) | Galatasaray |
| Millî Küme          | 1938 | Güneş (1) | Beşiktaş |
| Millî Küme          | 1939 | Galatasaray (1) | Ankara Demirspor |
| Millî Küme          | 1940 | Fenerbahçe (2) | Galatasaray |
| Millî Küme          | 1941 | Beşiktaş (1) | Galatasaray |
| Millî Küme          | 1942 | Non disputata a causa del maltempo e degli impegni internazionali, che ritardarono la disputa dei campionati regionali. | Non disputata a causa del maltempo e degli impegni internazionali, che ritardarono la disputa dei campionati regionali. |
| Maarif Kupası       | 1943 | Fenerbahçe (3) | Galatasaray |
| Maarif Kupası       | 1944 | Beşiktaş (2) | Fenerbahçe |
| Millî Eğitim Kupası | 1945 | Fenerbahçe (4) | Beşiktaş |
| Millî Eğitim Kupası | 1946 | Fenerbahçe (5) | Beşiktaş |
| Millî Eğitim Kupası | 1947 | Beşiktaş (3) | Fenerbahçe |
| Millî Eğitim Kupası | 1948 | Non disputata per la concomitanza con le Olimpiadi di Londra.                                                           | Non disputata per la concomitanza con le Olimpiadi di Londra.                                                           |
| Millî Eğitim Kupası | 1949 | Non disputata per i concomitanti Giochi del Mediterraneo.                                                               | Non disputata per i concomitanti Giochi del Mediterraneo.                                                               |
| Millî Eğitim Kupası | 1950 | Fenerbahçe (6) | Galatasaray |

Fonte: RSSSF.

## Vittorie per squadra
| Squadra          | Vittorie | Secondi posti | Anni vittorie                      |
| ---------------- | -------- | ------------- | ---------------------------------- |
| Fenerbahçe       | 6        | 2             | 1937, 1940, 1943, 1945, 1946, 1950 |
| Beşiktaş         | 3        | 3             | 1941, 1944, 1947                   |
| Galatasaray      | 1        | 5             | 1939                               |
| Güneş            | 1        | –             | 1938                               |
| Ankara Demirspor | –        | 1             | –                                  |